# Thomas Leverton Donaldson
Thomas Leverton Donaldson (London, 1795. október 17. – London, 1885. augusztus 1.) angol építész és művészeti író. 

## Élete
Utazott Francia-, Olasz- és Görögországban és útját több kötetben írta meg. 1841-től 1864-ig az építészet tanára volt az általa Londonban épített University College-ben. Ez az épület, valamint a University Hall főművei. Elnöke volt a Royal Society of Architects-nek.

## Munkái
- Pompeii illustrated (1826)
- A collection of the most approved examples of doorways, from ancient buildings in Greece and Italy (1833)
- A collection of the most approved doorways from modern buildings in Italy and Sicily (1836)
- The temple of Apollo Epicurius at Bassa (1838)
- Architectural maxims and theorems (1838)
- Architectura numismatica (1860)
- Practical guide to architecture (1871)
- Temple a la Victoire (1876)